# Dinastia Sui
Dinastia Sui (Chineză tradițională:隋朝;pinyin:Sui Cháo) a fost o dinastie care a condus China între anii 589 și 618 . Într-o perioadă foarte scurtă de timp această dinastie a unificat China pentru prima dată după un secol de diviziune între dinastiile din nord și sud. În timpul Imperiului Sui au avut loc campani militare împotriva regatului coreean Goguryeo , care s-au încheiat cu înfrângerea Chinei și cu o revoltă condusă de Li Yuan care a distrus definitiv dinastia Sui și a înlocuit-o cu dinastia Tang .